# Jeff Fenholt
Jeffrey Craig "Jeff" Fenholt (Ohio, 15 de septiembre de 1951-10 de septiembre de 2019) fue un cantante estadounidense, reconocido principalmente por haber sido el vocalista de Black Sabbath durante un breve periodo de tiempo y por haber participado en una de las adaptaciones de la ópera Jesuscristo Superstar.

## Historia y primeros años
Fenholt creció en Ohio y fue a la escuela en Columbus, Ohio. Participó en varias bandas de rock y actuó en diversos actos escolares. Fenholt consiguió su primera grabación de éxito regional titulada "Goin' Too Far" con la banda The Fifth Order cuando tenía 14 años. Hizo muchas giras mientras estaba en el instituto. Según admite, fue un joven problemático con antecedentes de delincuencia juvenil. Más tarde, mientras estaba en la universidad, trabajó en Jeffrey Mining Machinery Co. como transportista de materiales en el departamento de bobinado y ensamblaje de motores, y cargando y descargando laterales de carne para un muelle de camiones no sindicalizado, EC Jones, Trucking. Fenholt asistió a la Universidad Estatal de Ohio durante dos años con una beca de música, y más tarde obtuvo su licenciatura en música en la Universidad de la Escuela de Teología de la Biblia en San Jacinto, California.
Fenholt interpretó el papel principal de Jesús en la producción original de Broadway de "Jesucristo Superstar" en el Mark Hellinger Theatre. Jesucristo Superstar" vendió más de 12 millones de discos. Las futuras leyendas de JCS Carl Anderson e Yvonne Elliman salieron de gira con Fenholt en la gira mundial de JCS como Judas Iscariote y María Magdalena, respectivamente.
Fenholt lanzó varias grabaciones en solitario, incluida una exitosa versión de "Simple Man" (no confundir con "A Simple Man" de Lobo, que se publicó casi al mismo tiempo).
Fenholt cofundó Entertainment Capital Corporation con Jeff Thornburg, antiguo presidente de The Robert Stigwood Org, produciendo la película de Andy Warhol, Bad. ECC también produjo grabaciones para Fenholt. Thornburg y Fenholt se separaron amistosamente cuando Thornburg aceptó el puesto de jefe de capital riesgo de Paramount Pictures.
En 1978, Fenholt grabó un LP de música disco titulado Smile para la CBS y recibió 300.000 dólares. Fenholt también grabó para Capitol Records, Universal, Paramount, Polygram, Polydor, Decca, RCA y, en su juventud, para Laurie, Diamond y Cameo Parkway. La última vez que grabó fue para Sony.
En 1983, Fenholt se trasladó al otro lado del país, al sur de California, para dedicarse a la música, pero esta vez al rock and roll. Durante este periodo, Fenholt grabaría maquetas en el estudio con Tony Iommi y miembros de Black Sabbath como vocalista principal, pero su salida del grupo se produciría antes de que nada se materializara oficialmente. Fenholt también fue vocalista de otros grupos de rock durante su vida, como "Driver", con miembros de Ozzy Osbourne, Whitesnake y Dio.
La autobiografía de Fenholt de 1994, "From Darkness to Light", revela que sufrió abusos y maltratos en su juventud y que fue sometido a frecuentes palizas. En 1996, los padres de Fenholt lo demandaron a él, a Trinity Broadcasting Network (TBN) y al editor de su autobiografía por 12 millones de dólares cada uno por difamación. Los hermanos de Fenholt afirmaron que se había inventado las historias de abuso, pero la demanda se retiró después de que Fenholt presentara documentos judiciales del tribunal superior del condado de Franklin, Ohio, que confirmaban sus afirmaciones. Fenholt dijo posteriormente que tenía una "relación cálida" con su madre y su familia.

## Conversión al cristianismo
Según la autobiografía de Fenholt, era muy adicto al alcohol y a las drogas tras el final de la producción de Jesucristo Superstar en Broadway. El testimonio de Fenholt, a menudo repetido (más tarde publicado en su autobiografía), detalla una visita de trabajadores de la construcción cristianos (Nick Dissipio, propietario, contratado por su esposa cristiana para reconstruir un ala de su casa) que se enfrentaron a él en relación con su representación de Cristo en el escenario. Fenholt se convirtió al cristianismo, se abstuvo de sus adicciones, pasó los siguientes años luchando por equilibrar su fe y su carrera, y luego se convirtió en una personalidad de alto perfil en TBN. Fenholt llevaba el pelo largo, un estilo inusual en los círculos evangélicos conservadores, y a menudo aparecía con su esposa Maureen (apodada Reeni).
Su ministerio se hizo global, con giras y conciertos en Italia, Sudáfrica (incluyendo una gira con su hija Shaye), Australia, Nueva Zelanda, América del Sur y Central, y Europa. El viaje internacional a Moscú, Rusia, en el Estadio Olímpico, tuvo lugar con la asistencia de aproximadamente 100.000 personas en la Rusia comunista.
En 1989, Jeff Fenholt volvería al mismo teatro donde todo comenzó con Jesucristo Superstar, el Mark Hellinger Theater, pero esta vez fue para dedicar el teatro como una nueva iglesia evangélica pentecostal en Times Square pastoreada por David Wilkerson llamada "Times Square Church".
En 1996, Fenholt fue el presidente de los jóvenes de un mitin llamado "Washington for Jesus" que tuvo lugar en el Capitolio de la nación, y que, según se informa, atrajo a casi 500.000 personas.
Su programa, "Highway to Heaven", en TBN se emitió en todo el mundo y llegó a millones de personas. Fenholt también tenía un programa de televisión musical nacional y mundial llamado "Standing on the Rock", que se emitía a través de 36 satélites que cubrían la mayor parte del mundo. TBN también grabó algunos de los álbumes de adoración compuestos por Fenholt. Su música cristiana ha vendido más de 3,5 millones de discos, y su álbum "Christmas Classics" se convirtió en disco de platino. En total, Jeff Fenholt recibió un álbum de doble platino por Jesucristo Superstar, además de otro álbum de platino y dos de oro en el género gospel.

## Implicación con Tony Iommi/Black Sabbath
Fenholt construyó su carrera como personalidad de TBN basándose principalmente en su participación en Jesucristo Superstar, y Black Sabbath. En la publicación de la biografía de Black Sabbath Never Say Die, Fenholt dijo que el mánager de Black Sabbath Don Arden le informó de que iba a cantar para Black Sabbath.
El libro Never Say Die, escrito por Garry Sharpe-Young y actualizado como Sabbath Bloody Sabbath - The Battle for Black Sabbath, afirma que se realizó un número considerable de grabaciones durante la época en que Fenholt estuvo con el grupo. Se reconoce que fue una época confusa en la historia de la banda, ya que el cantante David Donato había dejado la banda después de seis meses habiendo grabado sólo maquetas. Geezer Butler y Bill Ward también se habían ido, dejando a Tony Iommi como único miembro original.
El mánager Don Arden sugirió a Iommi que utilizara a Fenholt y se escribieron temas, principalmente por Iommi y Nicholls, para un nuevo álbum propuesto. El libro Never Say Die expresa la opinión de otros miembros de la banda de que Fenholt podría haber sido mantenido en la oscuridad sobre los planes de hacer un álbum en solitario de Iommi. Geoff Nicholls ha declarado que tras la marcha de Fenholt, Iommi quería utilizar diferentes cantantes, entre ellos David Coverdale, Steve Marriott, Glenn Hughes y Rob Halford.
Fenholt dice que varias de sus melodías se utilizaron en canciones que aparecieron en Seventh Star (y posteriormente no recibió crédito por ellas). No se utilizó ninguna de sus letras, como se confirma al comparar las maquetas de Fenholt con el álbum. Fenholt y Geoff Nicholls, autor de las letras, sugieren que abandonó el proyecto por supuestos conflictos personales con el material lírico que se estaba escribiendo y su fe religiosa. Fenholt afirma que, de hecho, fue una discusión física con Don Arden, junto con los malos hábitos de Iommi y las oscuras letras propuestas por Tony, lo que provocó su marcha. Sin embargo, Iommi ha declarado que Fenholt nunca fue un miembro oficial de Black Sabbath. Iommi continuó diciendo que pensaba que Fenholt tenía una gran voz, pero que no funcionaba, debido a que Fenholt tenía dificultades para cantar letras tipo "Sabbath" y encajar.
Tras su paso por Iommi, Fenholt sustituiría brevemente a Jeff Scott Soto en Driver, un proyecto conjunto de Rudy Sarzo y Tommy Aldridge (cada uno de ellos con fama de Ozzy y Whitesnake).  Tras grabar varios cortes con Driver (uno de los cuales es de común circulación entre los fans, "Rock the World") Fenholt dejó el proyecto para hacer una gira en solitario por Sudamérica y fue sustituido por su sucesor en Joshua, Rob Rock. Tras una disputa legal con otra banda del mismo nombre, el proyecto Driver cambiaría su nombre a M.A.R.S., al contratar al guitarrista Tony MacAlpine. Sólo se publicó un álbum, Project: Driver de 1986, antes de que la banda se disolviera oficialmente.
Fenholt continuó como artista cristiano en solitario realizando numerosas giras por Estados Unidos y el mundo en estadios y arenas, a menudo con más de 100.000 asistentes.
En 1996, Fenholt fue el presidente de una concentración de jóvenes titulada Washington for Jesus en la escalinata del Capitolio de EE.UU., a la que asistieron casi 500.000 personas. Fenholt recaudó más de 1,7 millones de dólares para organizar el evento, donando más de 300.000 dólares de sus propios fondos.
Un artículo publicado en el número de diciembre de 1997 de Vanity Fair detallaba su pasado como "juguete" de Gala Dalí, esposa de Salvador Dalí, y afirmaba que trabajaba como representante de Salvador Dalí. El artículo se titulaba "Gala, la novia demonio de Dalí". Fenholt se sintió indignado por la descripción de Gala y escribió una carta mordaz al editor, afirmando que los autores no tenían pruebas para justificar su descripción de Gala Dalí.
Fenholt se divorció en 1998 y abandonó la TBN, a excepción de unas pocas apariciones breves, incluida una tras los sucesos del 11 de septiembre de 2001, en la que mostró un marcado cambio en su comportamiento y apariencia, incluyendo el pelo corto y una rápida salida del escenario tras su actuación. Su álbum de música cristiana fue la promoción de TBN en diciembre de 2001. Fenholt grabó cinco álbumes en solitario para TBN, con muchas de sus propias composiciones. Estos vendieron más de 3,3 millones de copias. Fenholt obtuvo un disco de platino y dos de oro. Se le vio brevemente en un programa nocturno de media hora. Fenholt declaró que después de su divorcio había "perdido el fuego".
Fenholt regresó a TBN el 3 de marzo de 2004, como invitado en Behind the Scenes, presentado por Paul Crouch. Fenholt mencionó a Black Sabbath, citando el libro Never Say Die.
En 2008, Fenholt fue contratado como productor ejecutivo de la serie de conciertos olímpicos de Pekín.

## Vida personal
Jeffrey Craig Fenholt nació el 15 de septiembre de 1950 en Columbus, Ohio, de padres Robert y Janet Fenholt, tiene un hermano llamado Tom y dos hermanas, Nancy y Melinda. También tiene un hermano adoptivo, Bill.
Jeff se casó con Maureen (Reeni) McFadden con sólo 20 años y estuvo casado durante 28 años. Jeff tiene seis hijos adultos, Shaye, Tristan, Nissa, William, Amory y Jeffrey.
Jeff Fenholt falleció por causas naturales en su residencia el 10 de septiembre de 2019. Se celebró un servicio conmemorativo en The Rock en Anaheim, California, el 28 de septiembre de 2019. Al servicio conmemorativo asistieron familiares y amigos, miembros del elenco original de Broadway de Jesucristo Superstar, así como antiguos compañeros de banda relacionados con Ozzy Osbourne, Whitesnake y Dio. Pastores y ministros de todo el país también asistieron al servicio conmemorativo.

## Discografía

### The Geezer Butler Band
- The Geezer Butler Demos

### Bible Black
- Bible Black (1981)
- Ground Zero (1983)
- Burning at the Speed of Light (Recorded with Thrasher; 1985)

### Joshua
- Surrender (1985)
- Intense Defense (1988)
- Surrender 1992 (1992)
- Chapter One (1995)
- Something to Say (2001)
- Resurrection (2012)

### Black Sabbath
- Star Of India Demos

## Canciones

### Con Black Sabbath
1. Star Of India
2. Take My Heart
3. Eye Of The Storm
4. Love On The Line
5. Star Of India
6. Chance On Love
7. Take My Heart
8. Eye Of The Storm
9. Star Of India

### Con The Geezer Butler Band
1. Lock Myself Away
2. Don't Turn Away
3. Love Has No Mercy

### Con Bible Black
1. Hot And Heavy
2. Ride The Viper
3. Widowmaker
4. Black Lace And Leather
5. She Likes It Rough
6. Slipping Away
7. Burning At The Speed Of Light
8. Bad Boys
9. Never Say Die
10. Back To Back
11. She's Gone
12. Metal Man